# Staudenhof (Gemeinde Schweiggers)
Staudenhof ist ein kleiner Ort in der Marktgemeinde Schweiggers im Bezirk Zwettl in Niederösterreich.

## Geografie
Die zur Ortschaft Siebenlinden zählende Ortslage befindet sich südöstlich von Vierlings auf einer flachen Anhöhe über dem Glutschbach.

## Geschichte
Der Staudenhof wurde erstmals im Jahr 1280 urkundlich erwähnt und ist heute ein arrondiert gelegener Einzelhof. Er befindet sich auf einer Seehöhe von 632 Metern und wird von sechs Menschen bewohnt. Laut Adressbuch von Österreich war im Jahr 1938 in Staudenhof ein Landwirt mit Direktvertrieb ansässig. Auf dem Gelände des Bauernhofes wurde 1970 ein Marterl errichtet, der Löschwasserteich wurde 1994 angelegt.